# Efecto chimenea
El efecto chimenea es el movimiento del aire que entra y sale de los edificios a través de aberturas no selladas, chimeneas, conductos de humos u otros recipientes, como consecuencia de la flotabilidad del aire. La flotabilidad se produce debido a una diferencia en la densidad del aire interior y exterior resultante de las diferencias de temperatura y humedad. El resultado es una fuerza de flotación positiva o negativa. Cuanto mayor sea la diferencia térmica y la altura de la estructura, mayor será la fuerza de flotación y, por tanto, el efecto chimenea. El efecto chimenea ayuda a impulsar la ventilación natural, la infiltración de aire y los incendios (por ejemplo, el incendio del túnel de Kaprun, el incendio de la estación de metro de King's Cross y el incendio de la torre Grenfell).

## Efecto chimenea en los edificios
Dado que los edificios no están totalmente sellados (como mínimo, siempre hay una entrada a nivel del suelo), el efecto chimenea provocará infiltraciones de aire. Durante la temporada de calefacción, el aire interior más caliente asciende por el edificio y escapa por la parte superior, ya sea a través de ventanas abiertas, aberturas de ventilación o agujeros involuntarios en los techos, como ventiladores de techo y luces empotradas. El aire caliente ascendente reduce la presión en la base del edificio, atrayendo el aire frío a través de puertas abiertas, ventanas u otras aberturas y fugas. Durante la temporada de refrigeración, el efecto chimenea se invierte, pero suele ser más débil debido a las menores diferencias de temperatura.
En un edificio moderno de gran altura con una envolvente bien sellada, el efecto chimenea puede crear diferencias de presión significativas que deben tenerse en cuenta en el diseño y que pueden requerir ventilación mecánica. Las escaleras, los huecos, los ascensores y similares tienden a contribuir al efecto chimenea, mientras que los tabiques interiores, los suelos y las separaciones contra incendios pueden mitigarlo. Especialmente en caso de incendio, el efecto chimenea debe controlarse para evitar la propagación del humo y el fuego, y para mantener unas condiciones soportables para los ocupantes y los bomberos. Aunque los métodos de ventilación natural pueden ser eficaces, como la instalación de salidas de aire más cerca del suelo, a menudo se prefiere la ventilación mecánica para estructuras más altas o en edificios con espacio limitado. La extracción de humos es una consideración clave en las nuevas construcciones y debe evaluarse en las fases de diseño.
El incendio de la torre Grenfell, en el que murieron 72 personas, se vio agravado en parte por el efecto chimenea. Una cavidad entre el revestimiento exterior de aluminio y el aislamiento interior formó una chimenea y arrastró el fuego hacia arriba.

## Efecto de apilamiento normal e inverso
En los edificios pueden existir dos regímenes de efecto chimenea: normal e inverso. El efecto chimenea normal se produce en edificios que se mantienen a una temperatura superior a la del ambiente exterior. El aire caliente dentro del edificio tiene una densidad baja (o un volumen específico alto) y presenta una mayor fuerza de flotación. En consecuencia, asciende de los niveles inferiores a los superiores a través de las penetraciones entre plantas. Esto hace que los pisos situados por debajo del eje neutro del edificio tengan una presión neta negativa, mientras que los pisos situados por encima del eje neutro tienen una presión neta positiva. La presión negativa neta en los pisos inferiores puede inducir al aire exterior a infiltrarse en el edificio a través de puertas, ventanas o conductos sin compuertas de aire de retorno. El aire caliente intentará salir de la envolvente del edificio a través de las plantas situadas por encima del eje neutro.
Los equipos de refrigeración mecánica proporcionan refrigeración sensible y latente durante los meses de verano. Esto reduce la temperatura de bulbo seco del aire dentro del edificio en relación con el aire ambiente exterior. También disminuye el volumen específico del aire contenido en el edificio, reduciendo así la fuerza de flotación. En consecuencia, el aire frío se desplazará verticalmente por el edificio a través de los huecos de los ascensores, las escaleras y las penetraciones no selladas de los servicios públicos (es decir, hidrónicos, eléctricos y de agua). Una vez que el aire acondicionado llega a las plantas inferiores por debajo del eje neutro, se infiltra en la envolvente del edificio a través de aberturas no selladas, como compuertas, muros cortina, etc. El aire de exfiltración en los pisos situados por debajo del eje neutro inducirá al aire exterior a infiltrarse en la envolvente del edificio a través de aberturas no selladas.

## Efecto chimenea en chimeneas y conductos de humos

El efecto chimenea en las chimeneas: los manómetros representan la presión absoluta del aire y el caudal de aire se indica con flechas de color gris claro. Los indicadores se mueven en el sentido de las agujas del reloj a medida que aumenta la presión.

El efecto chimenea en las chimeneas: los manómetros representan la presión absoluta del aire y el flujo de aire se indica con flechas de color gris claro. Los indicadores se mueven en el sentido de las agujas del reloj a medida que aumenta la presión.
El efecto chimenea en las chimeneas industriales es similar al de los edificios, con la diferencia de que los gases de combustión calientes presentan grandes diferencias de temperatura con el aire exterior. Además, una chimenea de gases de combustión industrial suele ofrecer poca obstrucción para los gases de combustión a lo largo de su longitud y, de hecho, normalmente se optimiza para mejorar el efecto chimenea con el fin de reducir los requisitos energéticos del ventilador.
Las grandes diferencias de temperatura entre el aire exterior y los gases de combustión pueden crear un fuerte efecto chimenea en los edificios que utilizan una chimenea para la calefacción.
Antes del desarrollo de los ventiladores de gran volumen, las minas se ventilaban mediante el efecto chimenea. Un pozo descendente permitía la entrada de aire en la mina. Al pie del pozo ascendente se mantenía encendido un horno. El pozo (que solía tener varios cientos de metros de profundidad) se comportaba como una chimenea y el aire ascendía por él arrastrando aire fresco por la chimenea descendente y alrededor de la mina.

## Causa del efecto chimenea
Existe una diferencia de presión entre el aire exterior y el aire interior del edificio causada por la diferencia de temperatura entre el aire exterior y el aire interior. Esa diferencia de presión ( ΔP ) es la fuerza motriz del efecto chimenea y puede calcularse con las ecuaciones que se presentan a continuación. Las ecuaciones sólo se aplican a los edificios en los que el aire está tanto dentro como fuera de los mismos. Para edificios de una o dos plantas, h es la altura del edificio. En los edificios de varias plantas y gran altura, h es la distancia entre las aberturas del nivel de presión neutro (NPL) del edificio y las aberturas superiores o inferiores. En la referencia se explica cómo afecta el NPL al efecto chimenea en edificios altos.
En el caso de chimeneas y conductos de humos, donde el aire se encuentra en el exterior y los gases de combustión en el interior, las ecuaciones sólo proporcionan una aproximación y h es la altura del conducto de humos o chimenea.
{\displaystyle \Delta P=Cah{\bigg (}{\frac {1}{T_{o}}}-{\frac {1}{T_{i}}}{\bigg )}}
Sistema Internacional de Unidades:
| donde: |                                           |
| ΔP     | = diferencia de presión disponible, en Pa |
| C      | = 0.0342, en K/m                          |
| a      | = presión atmosférica, en Pa              |
| h      | = altura o distancia, en m                |
| To     | = temperatura exterior absoluta, en K     |
| Ti     | = temperatura exterior absoluta, en       |
Unidades tradicionales de Estados Unidos:
| donde: |                                                                   |
| ΔP     | = diferencia de presión disponible, en Libra por pulgada cuadrada |
| C      | = 0.0188, en °R/pies                                              |
| a      | = atmospheric pressure, in Libra por pulgada cuadrada             |
| h      | = altura o distancia, en pies                                     |
| To     | = temperatura exterior absoluta, en °R                            |
| Ti     | = temperatura interior absoluta, en °R                            |

## Caudal inducido
El caudal de tiro inducido por el efecto chimenea puede calcularse con la ecuación que se presenta a continuación La ecuación se aplica únicamente a los edificios en los que el aire se encuentra tanto en el interior como en el exterior. Para edificios de una o dos plantas, h es la altura del edificio y A es el área de flujo de las aberturas. En los edificios de varias plantas y gran altura, A es el área de flujo de las aberturas y h es la distancia desde las aberturas en el nivel de presión neutro (NPL) del edificio hasta las aberturas superiores o inferiores. En la referencia se explica cómo afecta el NPL al efecto chimenea en edificios altos.
Para chimeneas de gases de combustión, en las que el aire está en el exterior y los gases de combustión en el interior, la ecuación sólo proporciona una aproximación. Además, A es el área de flujo transversal y h es la altura de la chimenea.
{\displaystyle Q=CA{\sqrt {2gh{\frac {T_{i}-T_{o}}{T_{i}}}}}}
Sistema Internacional de Unidades:
| donde: |                                                           |
| Q      | = caudal del efecto chimenea, m3/s                        |
| A      | = área de flujo, m2                                       |
| C      | = coeficiente de descarga (normalmente entre 0.65 y 0.70) |
| g      | = aceleración gravitatorial, 9.81 m/s2                    |
| h      | = altura o distancia, m                                   |
| Ti     | = temperatura media interior, K                           |
| To     | = temperatura del aire exterior, K                        |
Unidades tradicionales de Estados Unidos:
| donde: |                                                           |
| Q      | = caudal de tiro por efecto chimenea, pies3/s             |
| A      | = superficie, pies2                                       |
| C      | = coeficiente de descarga (normalmente entre 0.65 y 0.70) |
| g      | = aceleración gravitatoria, 32.17 pies/s2                 |
| h      | = altura o distancia, pies                                |
| Ti     | = temperatura media interior, °R                          |
| To     | = temperatura del aire exterior, °R                       |
Esta ecuación supone que la resistencia al flujo de tiro es similar a la resistencia del flujo a través de un orificio caracterizado por un coeficiente de descarga C.